# Горр, Рита
Рита Горр (настоящее имя — Маргерит Гейрнарт; 18 февраля 1926 — 22 января 2012) — бельгийская оперная певица (меццо-сопрано). Она обладала голосом богатого тембра и была сильной поющей актрисой, особенно хорошо проявившей себя в драматических ролях, таких как Ортруда («Лоэнгрин») и Амнерис («Аида»).

## Биография
Маргерит Гейрнарт родилась 18 февраля 1926 года в бельгийском городке Зелзате (пригород Гента) в рабочей семье. После окончания школы она работала медсестрой. Семья, которая наняла её, обнаружила у неё задатки певческого таланта и оплатила первые уроки. Позднее она окончила Брюссельскую консерваторию, где училась у Вины Бови и Жермани Хёрнер.
В 1946 году Рита Горр выиграла первый приз на вокальном конкурсе в Вервье. В 1949 году дебютировала на оперной сцене в Антверпене, исполнив партию Фрикки в опере «Валькирия». В том же году она стала солисткой Национальной Рейнской оперы в Страсбурге. В 1952 году она выиграла еще одну первую премию на вокальном конкурсе в Лозанне. В том же году она стала солисткой Парижской национальной оперы. В 1958 году она дебютировала на Байрёйтском фестивале, получив международную известность. В 1959 году она выступила на сцене Королевского оперного театра в Лондоне, в 1960 году — в миланском театре Ла Скала, в 1962 году — в Метрополитен-опере в Нью-Йорке. С 1959 по 1971 была солисткой лондонского Королевского оперного театра.
Важное место в репертуаре Риты Горр занимают партии в операх французских композиторов-романтиков (Жюль Массне, Камиль Сен-Санс), а также Джузеппе Верди и Рихарда Вагнера. Большой интерес для специалистов представляют аудиозаписи опер с её участием: «Диалоги кармелиток» Пуленка (партия Мадам де Круасси), «Самсон и Далила» Сен-Санса (заглавная партия).